# Лабурдезьер, Жан Бабу
Жан Бабу, сеньор де Лабурдезьер (фр. Jean Babou, seigneur de La Bourdaisière; 1511, Тур — 11 ноября 1569) — французский придворный и военный деятель, великий магистр артиллерии, дед Габриэли д’Эстре.

## Биография
Сын Филибера Бабу, сеньора де Живре, и Мари Годен, дамы де Лабурдезьер и де Тюиссо, старший брат кардинала де Лабурдезьера.
Сеньор де Тюиссо, барон де Сагонн.
В 1529 году назначен губернатором и бальи Жьена. Был распорядителем гардероба дофина Франсуа, старшего сына Франциска I, а затем Генриха II и Франциска II. По утверждению отца Ансельма и Франсуа Пинара, Франциск II направил Бабу послом в Рим, для изъявления покорности папе.
После смерти этого короля Екатерина Медичи выбрала Жана Бабу в качестве воспитателя для своего младшего сына, герцога Алансонского. Одновременно сеньор де Лабурдезьер был назначен лейтенантом роты жандармов этого принца, капитаном города и замка Амбуаз, губернатором и бальи Турени, губернатором Бреста.
В 1567 году назначен великим магистром артиллерии, вместо Жана д’Эстре. Командовал артиллерией в трёх последовательных сражениях кампании гражданской войны того года, в том числе 10 ноября в битве при Сен-Дени.
В 1568 пожалован в рыцари ордена короля.
13 марта 1569 участвовал в битве при Жарнаке. 25 мая был назначен государственным советником. По сведениям Пинара, приказом, данным в лагере Больё-Ле-Лош 1 августа 1569, по причине болезни сеньора де Лабурдезьера, исполняющим должность великого магистра артиллерии был назначен его зять Антуан IV д'Эстре, командовавший до ноября.
Согласно «Словарю Эндра и Луары, и Турени», Жан Бабу отличился в битве при Монконтуре 3 октября, где предпринятый им манёвр с перемещением артиллерии на правый фланг решил исход боя в пользу католиков. Составители словаря также сообщают, что он был виночерпием короля и королевы Наваррских. Умер во время осады Сен-Жан-д'Анжели.

## Семья

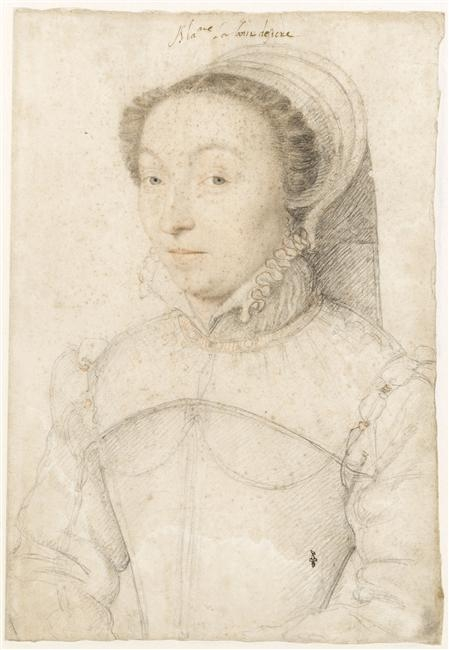
Франсуа Клуэ. Портрет Франсуазы Роберте (ок. 1560, музей Конде

Жена (контракт 6.12.1539, Блуа): Франсуаза Роберте (1519 — после 7.02.1580), дама д’Аллюи и де Сагонн, дочь Флоримона Роберте, барона д’Аллюи и де Бру, и Мишель Гайяр. Принесла в приданое 57 000 турских ливров. По причине близкого родства, потребовалось папское разрешение на брак, выданное в январе 1545. Придворная дама Екатерины Медичи (1545—1575), королевы Марии Стюарт (1560) и Луизы Лотарингской (с 1575). Вторым браком вышла за Жана д’Омона, графа де Шатору, маршала Франции.
Брантом сообщает об этой даме следующее:

Видел я также госпожу де Ла Бурдезьер, во втором браке маршальшу д’Омон, такую же очаровательную в преклонных годах, как в самом юном возрасте; пять ее дочерей, также красавицы, все-таки не затмевали свою матушку. И если позволить мужчинам выбирать, они, вполне возможно, предпочли бы дочерям их мать, хотя она за свою жизнь и родила множество детей. Но эта дама чрезвычайно заботилась о себе, боялась лунных лучей как черт ладана и решительно не признавала ни румян, ни белил, коими пользуются большинство женщин.— Брантом. Галантные дамы, с. 208
Дети:

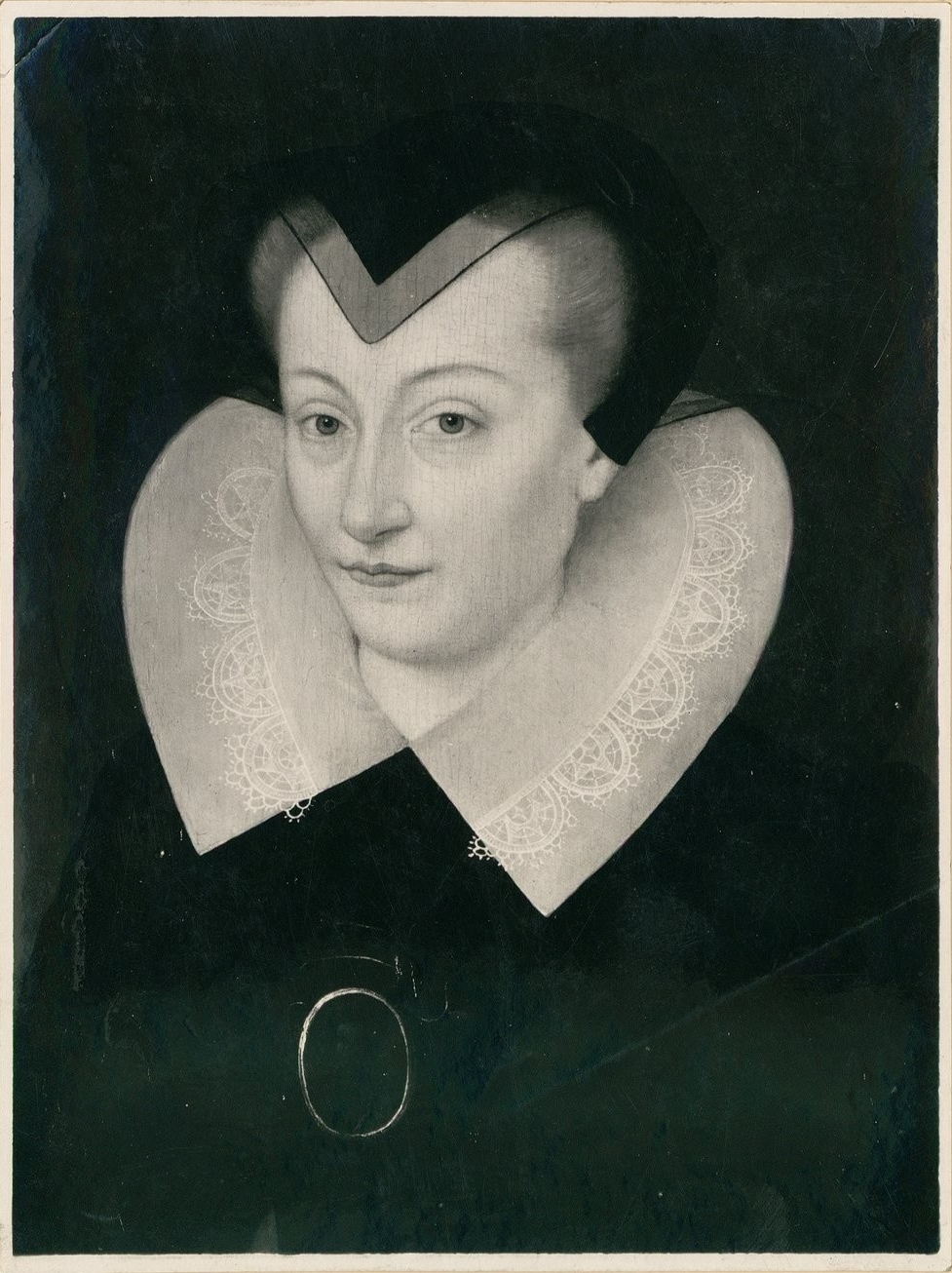
Портрет Франсуазы Роберте д'Омон (XVI век)

- Жорж Бабу де Лабурдезьер (1540—22.06.1607), граф де Сагонн. Жена (3.06.1582): Мари-Мадлен дю Белле, принцесса Ивето, дочь Рене II дю Белле, барона де Туарсе, и Мари дю Белле, принцессы Ивето
- Жан Бабу де Лабурдезьер (1541—21.09.1589), граф де Сагонн. Жена (7.12.1579): Диана де Ламарк (16.06.1544 — после 10.1621), дочь Роберта де Ламарка, герцога Буйонского, маршала Франции, и Франсуазы де Брезе
- Франсуаза Бабу де Лабурдезьер (ок. 1542—9.06.1592). Муж (14.02.1559): Антуан IV д’Эстре, маркиз де Кёвр (ок. 1529—1609)
- Мари Бабу де Лабурдезьер (ок. 1544—01.1582), придворная дама Марии Стюарт. Муж (18.09.1560): Клод II де Бовилье, граф де Сент-Эньян (1542—1583)
- Филибер Бабу де Лабурдезьер (ок. 1545 — после 26.01.1570), аббат Ле-Жара в диоцезе Санса
- Фабрис Бабу де Лабурдезьер (ок. 1547 — после 01.1570). Был холост
- Мадлен Бабу де Лабурдезьер (ок. 1548 — 17.09.1577), аббатиса Бомон-Ле-Тура (1574—1577), сменила в этой должности Шарлотту де Латремуй
- Изабо Бабу де Лабурдезьер (ок. 1551—1625), дама д’Аллюи и де Шиссе, придворная дама Екатерины Медичи (1567—1578). Муж (8.07.1572): Франсуа д’Эскубло, маркиз д’Аллюи и де Сурди (ум. 1602)
- Анна II Бабу де Лабурдезьер (1552—8.11.1613), аббатиса Бомон-Ле-Тура, преемница своей старшей сестры. Назначена в конце 1577 года, вступила в должность 21.01.1578. Активно занималась строительством в монастыре. В 1609 году назначила коадъютрисой свою племянницу, Мари де Бовилье, наследовавшую после неё должность аббатисы
- Мишель Бабу де Лабурдезьер (1553—31.05.1584), аббатиса Ле-Перре в диоцезе Анже (1580)
- Жан Бабу де Лабурдезьер (1554 — ум. малолетним)
- Клод Бабу де Лабурдезьер (1555 — ум. малолетней)
- Антуанетта Бабу де Лабурдезьер (ок. 1560 — ?). Муж (ок. 1580): Жан дю Плантадис, рекетмейстер и глава Совета королевы Луизы Лотарингской
- Мадлен Бабу де Лабурдезьер (ок. 1561 — после 1605). Муж 1) (1580): Онора Изоре, барон д’Эрво (1561—1586), вице-адмирал Гиени, губернатор Блая и Ониса; 2): Моиз де Бийон, сеньор де Латуш д’Эзе
- Диана Бабу де Лабурдезьер (1563 — ок. 1633). Муж 1): Шарль Тюрпен де Криссе, сеньор де Монтуарон; 2): Пьер де Бомпар, сеньор д’Антиб